# Love's a Loaded Gun
«Love's a Loaded Gun» es una canción de Alice Cooper, proveniente del álbum de 1991 Hey Stoopid. El sencillo se ubicó en la posición #38 en las listas del Reino Unido y en la posición #31 de las estadounidenses. Fue uno de los tres sencillos publicados del álbum (siendo los otros dos "Hey Stoopid" y "Feed My Frankenstein").
El lado B del sencillo es la versión de la canción "Fire" de Jimi Hendrix.

## Personal
- Alice Cooper - voz, armónica
- Mickey Curry - batería
- Steff Burns - guitarra
- Hugh McDonald - bajo

## Listas
| Año  | Lista       | Posición |
| ---- | ----------- | -------- |
| 1991 | EE. UU.     | 31       |
| 1991 | Reino Unido | 38       |